# Великоолександрівська районна рада
Великоолександрівська райо́нна ра́да — районна рада Великоолександрівського району Херсонської області. Адміністративний центр — смт Велика Олександрівка.

## Склад ради
Загальний склад ради: 38 депутатів.

### Голова
Засядько Леонід Валентинович (нар. 1967) — голова Великоолександрівської районної ради від 31 жовтня 2010 року.

#### Голови районної ради (з 2006 року)
| ПІБ                          | Основні відомості                                                               | Дата обрання | Дата звільнення |
| ---------------------------- | ------------------------------------------------------------------------------- | ------------ | --------------- |
| Терлецький Юрій Сергійович   | Голова районної ради, 1964 року народження, член ВО «Батьківщина»               | 26.03.2006   | 31.10.2010      |
| Засядько Леонід Валентинович | Голова районної ради, 1967 року народження, освіта вища, член «Партії регіонів» | 31.10.2010   |                 |

Примітка: таблиця складена за даними джерела